# Сатура
Сатура — давньоримський літературний жанр, попередник сучасної сатири. Засновником його був Гай Луцилій.

## Походження назви
Першою формою цього слова була satura, а не satira. Форма же satira виникла у пізній час внаслідок написання на грецький вид слова satyra, коли внаслідок відомонії грекоманії слова satura виводили від грецького «сатир». Проте «satura» корінно римське слово. Найбільше ясне його трактування дає Павло Диякон (вчений Карла Великого), який у свою чергу користувався словником Веррія Флакка: «Сатура — це вид їжі, виготовленої з різних продуктів, або закон, складений з багатьох законів, або вид вірша про багато речей» Ювенал названня сатурою суміш чогось.
Для перших творців сатури їх твори несатиричні — вони їх називали поемами або бесідами. В подальшому сатури визначали як твір, що стоїть поза визначеного літературного жанру, тобто поетична балаканина на будь-які теми.
Тільки за часів Квінтіліана сатура остаточно сформувалася як окремий літературний жанр. Тіт лівій давав свій опис сатури як вірші, що виконували під музику флейти з визначеними рухами.

## Сюжет сатури
Спочатку це були нескладні та брутальні вірші. Їх вже використовували Невій, Енній та Пакувій. За них сатура — це все ще якась суміш. Спочатку була драматично-пісенною імпровізацією, а потім морально-повчальні вірші. Проте лише завдяки Гаю Луцилію сатура сформувалася як літературний жанр на рівні з комедією та трагедією. З цього моменту сатура отримала викривальний зміст.
За Луцилія сатура — це уїдливий вірш, що викриває людські вади. Нащадками у справі складання сатур стали Горацій, Персій та Діомед. Відомо, що вже в Римі часів імперії поняття сатури існування у сенсі близькому до теперішньої сатири.
Найвідомішим представником останнього періоду римської сатури був Ювенал.